# Carlos Edmundo de Ory
Carlos Edmundo de Ory (Cádis, 27 de abril de 1923 – Thézy-Glimont, 11 de novembro de 2010) foi um poeta vanguardista espanhol.

## Biografia
Filho de Eduardo, marquês e amigo de Afonso XIII, e de Josefina Domínguez de Alcahúd.
Em Madrid liderou o postismo, um tipo de vanguardia neosurrealista.

## Obras
- Una exhibición peligrosa (1964);
- Poemas (1969);
- Energeia : (1940-1977) (1978);
- Poesia primeira : 1940-1942= 1940- 1942 (1986);
- Iconografias y estelas (1991).